# Carl Johan Forsberg
Carl Johan Wilhelm Forsberg, tidigare Pettersson född 10 augusti 1868 i Stockholm, död 1938 i Sønderho, var en svensk arkitekt, tecknare och grafiker.
Forsberg var elev vid Konstakademiens byggskola 1895-1896, och han deltog i Axel Tallbergs etsningskurs där han utförde en del Gotlandsmotiv, efter studieåren företog han studieresor runt om i Europa fram till 1903. Han medverkade i en utställning 1904 på Konstnärshuset med schweiziska och italienska motiv utförda i akvarell. Han ställde ut separat på Konstnärshuset 1913 med motiv från Stockholm, Göteborg, Köpenhamn och Danmarks kuster. Samma år utgav han diktsamlingen Opera  som var illustrerad med reproduktioner av hans egna verk.
År 1914 bosatte han sig med sin hustru i Sønderho på ön Fanø där han var mycket aktiv.

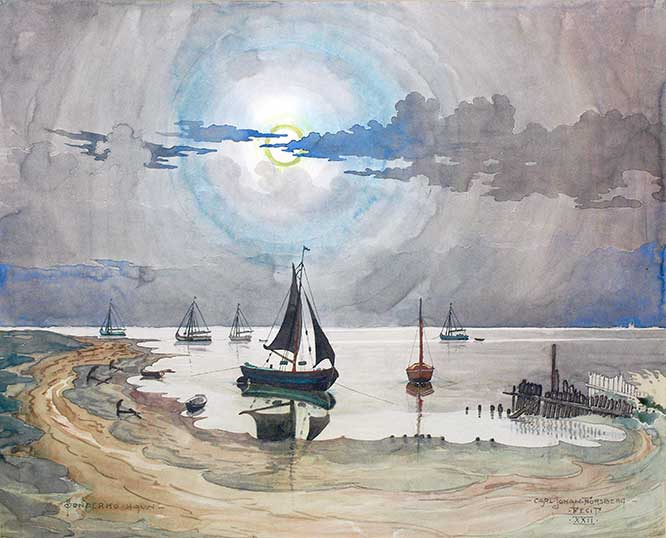
Sønderho hamn på Fanø i Syddanmark, 1922.

Forsbergs konst består av porträtt, stilleben, arkitekturbilder, stadsmotiv, fågelbilder och långa strandlinjer från Danmarks västkust samt Malmös kanaler. Han är representerad med teckningar på Nationalmuseum.